# Martin JRM Mars
Martin JRM Mars byl největší sériově vyráběný létající člun na světě. US Navy jeho vývoj objednalo v roce 1938 pod označením XPB2M-1 Mars pro dálkové oceánské patroly.

## Služba v námořnictvu

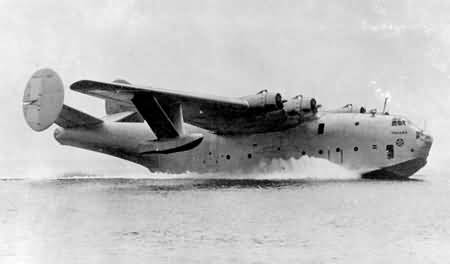
Martin XPB2M-1 Mars (BuNo.1520), US Navy

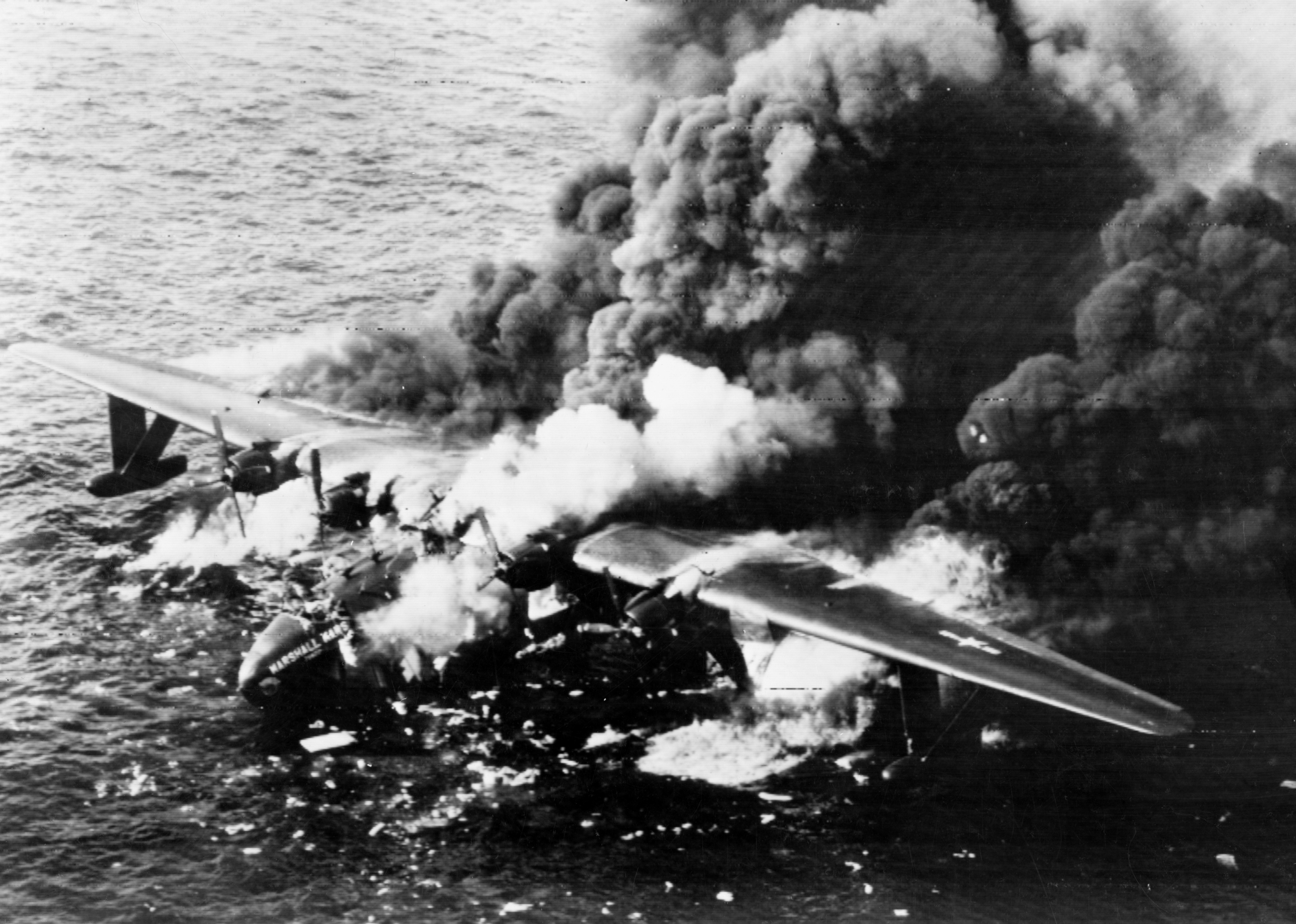
Hořicí Martin JRM-2 Marshall Mars v roce 1950

Konstrukce PB2M navazovala na jiný, menší létající člun firmy Martin, typ Martin PBM Mariner. Letoun v letech 1941 až 1943 úspěšně prošel testy US Navy a byl přijat do služby. V té době se už ale ustupovalo od koncepce bombardovacích létajících člunů, a proto byl typ upraven na transportní úkoly a označen XPB2M-1R Mars. Bylo objednáno 20 sériových kusů, označených definitivně JRM-1 Mars. První, pojmenovaný Hawaii Mars, byl dodán v červnu 1945. Po skončení druhé světové války byla objednávka snížena na šest letounů. Zatímco první sériový kus JRM-1 byl ztracen v Chesapeakské zátoce při havárii, zbylých 5 kusů bylo dodáno do konce roku 1947. Ty nesly jména Marianas Mars, Philippine Mars, Marshall Mars, Caroline Mars a opět Hawaii Mars.
Služba JRM-1 začala transportními lety na Havaj a pacifické ostrovy. Poslední vyrobený kus, Caroline Mars se lišil mimo jiné jinými motory a byl přeznačen na JRM-2. Poháněly ho motory Pratt & Whitney R-4360, což zvýšilo jeho nosnost. Marshall Mars byl zničen 5. května 1950 na Havaji při požáru. Zbylá velká čtyřka létala až do roku 1956 mezi Honolulu a San Franciscem. Pak byly ukotveny na námořní letecké základně Alameda.

## Civilní služba
V roce 1959 byly letouny prodány do šrotu. Dan McIvor, reprezentant těžební společnosti British Columbia Lumber, poznal potenciál typu JRM jako vodních bombardérů pro hašení lesních požárů. Byla vytvořena firma Flying Tankers inc., která koupila všechny čtyři JRM a nechala je přestavět. Marianas Mars byl ztracen 23. června 1961 při hašení lesního požáru u zátoky Northwest Bay v Britské Kolumbii. Posádka zahynula. Caroline Mars havaroval 12. října 1962 v hurikánu Freda. Přestavba Hawaii Mars a Philippine Mars byla dokončena v roce 1963.

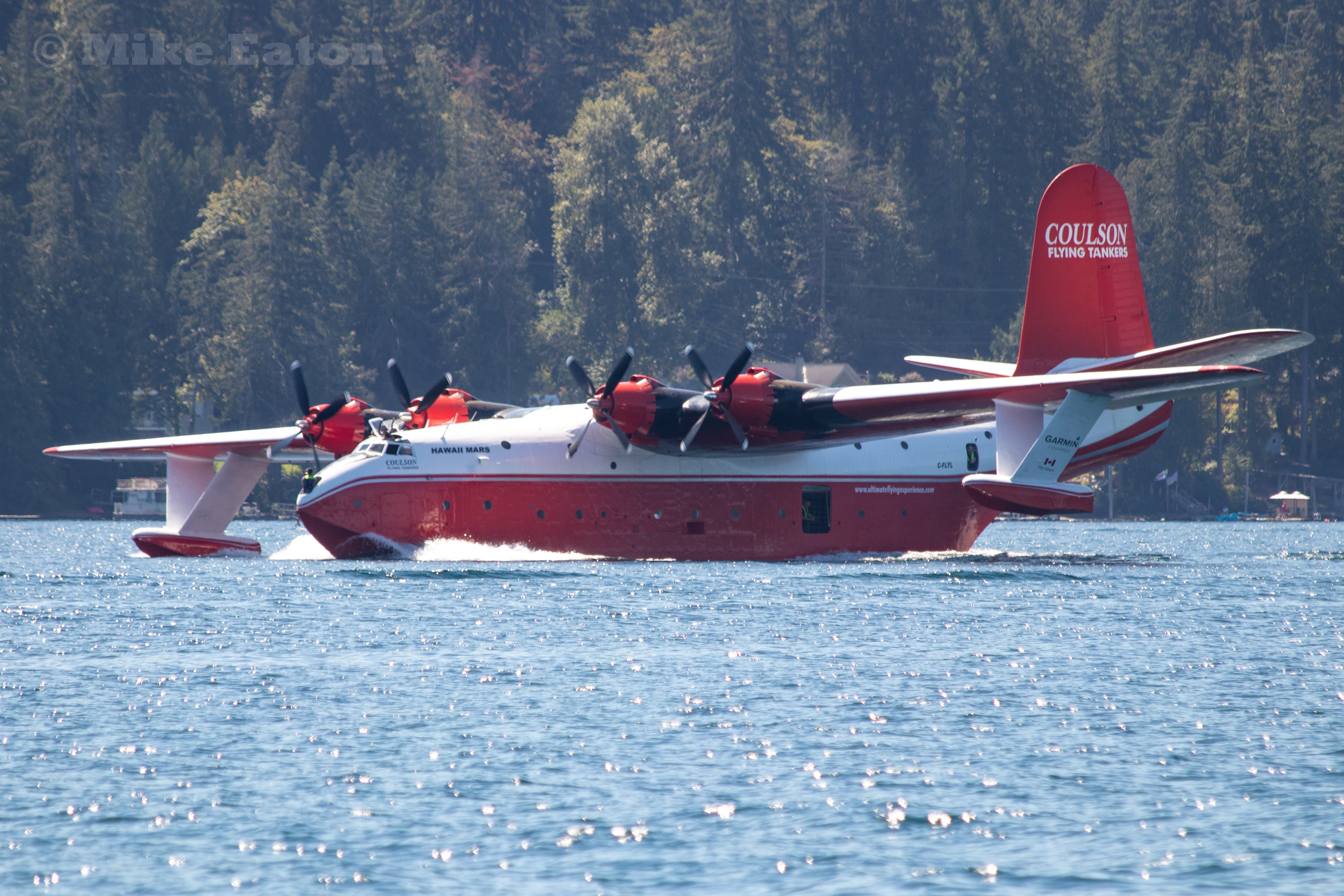
Hawaii Mars sloužil při hašení požárů až do roku 2014

Dne 10. listopadu 2006 společnost Flying Tankers inc. nabídla k prodeji poslední dva exempláře. Podmínkou prodeje bylo, že po jejich definitivním vyřazení bude jeden kus darován městu Port Alberni jako historická atrakce. Dne 13. dubna 2007 letouny Hawaii Mars a Philippine Mars koupila společnost Coulson Group, přičemž jejich základna zůstala na jezeře Sproat v Port Alberni v Britské Kolumbii. Oba kusy měly nové motory, hvězdicové Wright R-3350-24WA Cyclone. Každý letoun unesl až 27 250 litrů vody, kterou načerpal z moře. Bylo to dost na pokrytí plochy 16 000 m². Oba zbylé JRM hasily požáry především v Britské Kolumbii. Vystupovaly také na leteckých dnech. Když bylo třeba, pomáhahaly i s požáry ve vzdálenějších oblastech. Například v roce 2003 při velkém požáru v okolí města Kelowna v Britské Kolumbii.
Při hašení požárů byly letouny naposledy nasazeny roku 2015. Ve stejném roce společnost Coulson cvičila čínské piloty připravující se na zkoušky létajícího člunu AVIC AG-600. Roku 2016 Coulson Flying Tankers Inc. nabídla oba letouny k prodeji, avšak kupce nenašla, takže je zcela vyřadila. V srpnu 2024 letoun Hawaii Mars přelétl přelétl do Sidney v Britské Kolumbii. V září 2024 byl vystaven v British Columbia Aviation Museum. Dne 11. února 2025 letoun Philippine Mars uskutečnil svůj poslední let ze San Francisca, aby přistál na jezeře Lake Pleasant v Arizoně. Po částečné demontáži bude přepraven do Tucsonu, kde bude vystaven v muzeu Pima Air & Space Museum. 

## Specifikace

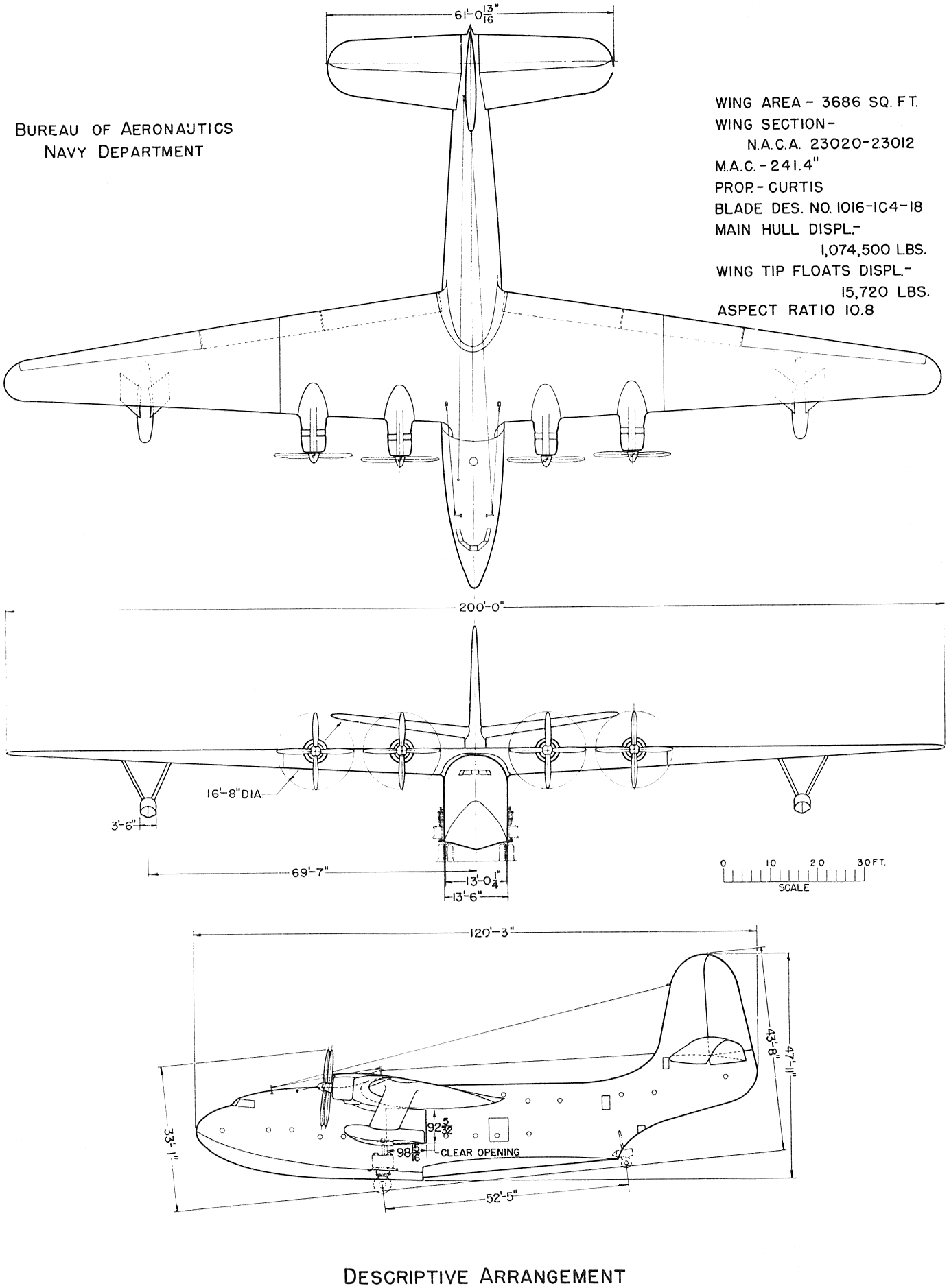
Třípohledový nákres JRM-1

### Technické údaje
- Osádka: 4
- Kapacita: 133 vojáků, nebo 84 nemocných a 25 členů ošetřujícího personálu
- Nosnost: 15 000 kg
- Rozpětí: 60,96 m
- Délka: 35,74 m
- Výška: 11,71 m
- Nosná plocha: 342,4 m²
- Hmotnost prázdného letounu: 34 279 kg
- Vzletová hmotnost: 40 820 kg
- Max. vzletová hmotnost: 74 800 kg
- Pohonná jednotka: 4× Wright R-3350-24WA Duplex Cyclone (verze JRM2 poháněna motory Pratt & Whitney R-4360)

### Výkony
- Maximální rychlost: 356 km/h
- Dolet: 8000 km
- Dostup: 4450 m